# 2. Handball-Bundesliga (Frauen) 2021/22
Die Saison 2021/22 der 2. Handball-Bundesliga der Frauen war die 37. Spielzeit in ihrer Geschichte. 16 Mannschaften nahmen am Spielbetrieb teil. Meister wurde der VfL Waiblingen, dem nach 38 Jahren der Wiederaufstieg in die Bundesliga gelang.

## Vorsaison
In der vorhergehenden Spielzeit war ein Team in die 1. Bundesliga aufgestiegen, drei Teams waren aus der 2. Bundesliga in die 3. Liga abgestiegen. Aus der 1. Bundesliga waren drei Teams in die 2. Bundesliga abgestiegen.

## Modus
Der Modus war jeder gegen jeden mit einem Heim- und Auswärtsspiel.

## Ergebnisse

### Abschlusstabelle
| Pl.                 | Verein                    | Sp. | S  | U | N  | Tore      | Diff. | Punkte  |
| ------------------- | ------------------------- | --- | -- | - | -- | --------- | ----- | ------- |
| 1.                  | VfL Waiblingen            | 30  | 26 | 1 | 3  | 0929:7620 | +167  | 053:70  |
| 2.                  | Frisch Auf! Göppingen (A) | 30  | 26 | 0 | 4  | 0971:7480 | +223  | 052:80  |
| 3.                  | Füchse Berlin             | 30  | 24 | 1 | 5  | 0856:7170 | +139  | 049:110 |
| 4.                  | HSV Solingen-Gräfrath     | 30  | 21 | 1 | 8  | 0918:8020 | +116  | 043:170 |
| 5.                  | ESV 1927 Regensburg (N)   | 30  | 15 | 5 | 10 | 0841:8560 | −15   | 035:250 |
| 6.                  | Kurpfalz Bären Ketsch (A) | 30  | 16 | 2 | 12 | 0845:7980 | +47   | 034:260 |
| 7.                  | TG Nürtingen              | 30  | 14 | 2 | 14 | 0805:8030 | +2    | 030:300 |
| 8.                  | TuS Lintfort              | 30  | 14 | 1 | 15 | 0808:7940 | +14   | 029:310 |
| 9.                  | TSV Nord Harrislee        | 30  | 13 | 2 | 15 | 0830:8670 | −37   | 028:320 |
| 10.                 | SV Werder Bremen          | 30  | 10 | 4 | 16 | 0779:8260 | −47   | 024:360 |
| 11.                 | SG H2Ku Herrenberg        | 30  | 12 | 0 | 18 | 0819:9040 | −85   | 024:360 |
| 12.                 | HC Leipzig                | 30  | 11 | 1 | 18 | 0821:8510 | −30   | 023:370 |
| 13.                 | 1. FSV Mainz 05 (A)       | 30  | 10 | 0 | 20 | 0810:8860 | −76   | 020:400 |
| 14.                 | MTV Heide (N)             | 30  | 10 | 0 | 20 | 0857:9440 | −87   | 020:400 |
| 15.                 | TV Beyeröhde              | 30  | 6  | 1 | 23 | 0701:8100 | −109  | 013:470 |
| 16.                 | TV Aldekerk (N)           | 30  | 1  | 1 | 28 | 0766:9880 | −222  | 03:570  |
| Quelle: hbf-info.de |                           |     |    |   |    |           |       |         |

Bei Punktgleichheit entschied die bessere Tordifferenz.
| Legende |                                                                          |
| (A)     | Absteiger aus der Bundesliga 2020/2021                                   |
| (N)     | "Neuling", Aufsteiger aus der 3. Liga 2020/2021                          |
|         | Aufsteiger in die Bundesliga 2022/23                                     |
|         | Teilnahme an den Relegationsspielen gegen den 13. der Bundesliga 2021/22 |
|         | Absteiger in die 3. Liga 2022/23                                         |

### Relegationsspiele
In der Relegation spielte am 1. und 4. Juni 2022 das Team auf Platz 13 der 1. Bundesliga gegen das Team auf Platz 2 der 2. Bundesliga.
| Mannschaft 1        | Mannschaft 2         | Hinspiel      | Rückspiel     | Tore  | Gesamtsieger        |
| ------------------- | -------------------- | ------------- | ------------- | ----- | ------------------- |
| BSV Sachsen Zwickau | Frisch Auf Göppingen | 25:21 (13:14) | 26:27 (10:10) | 51:48 | BSV Sachsen Zwickau |

### Beste Torwerferinnen
| Platz | Tore | davon 7 m | Spielerin         | Verein                | Tore des Vereins in der Saison |
| ----- | ---- | --------- | ----------------- | --------------------- | ------------------------------ |
| 1.    | 273  | 90        | Vanessa Brandt    | HSV Solingen-Gräfrath | 918                            |
| 2.    | 239  | 52        | Levke Kretschmann | MTV Heide             | 857                            |
| 3.    | 216  | 94        | Cara Reuthal      | Kurpfalz Bären Ketsch | 845                            |
| 4.    | 211  | 80        | Kerstin Foth      | TG Nürtingen          | 805                            |
| 5.    | 207  | 76        | Lotta Woch        | FA Göppingen          | 971                            |

### Zuschauer
In der Spielzeit 2021/2022 wurden 56.106 Zuschauer gezählt, was einem Durchschnitt von 243 pro Spiel entspricht. Die meisten Zuschauer zählte Frisch Auf Göppingen (9.247), die wenigsten die Füchse Berlin (1.354). Das bestbesuchte Spiel war die Paarung Frisch Auf Göppingen gegen SV Werder Bremen, zu diesem Spiel kamen 2.104 Zuschauer. Die wenigsten Zuschauer kamen zur Partie Füchse Berlin - TV Aldekerk 07 (25 Zuschauer).